# Friluftsland
Friluftsland er en dansk butikskæde, der forhandler udstyr til friluftsliv.
Friluftsland åbnede i 1980 butikken første gang fra et lokale i en kælder på Lundtoftegade i København. I dag sælger butikskæden tøj og udstyr til friluftsliv fra ni danske butikker samt webshops i hhv. Danmark og Sverige (pr. september 2017). 
Pr. oktober 2017 har Fenix Outdoor købt Friluftsland.